# Łukasz (koptyjski biskup Genewy)
Łukasz – duchowny Koptyjskiego Kościoła Ortodoksyjnego, od 2015 biskup Genewy i Południowej Francji.

## Życiorys
Śluby zakonne złożył 26 stycznia 1985 w Monasterze Rzymian, rok później przyjął święcenia kapłańskie. Sakrę otrzymał 16 czerwca 2013 jako biskup pomocniczy odpowiedzialny za kościoły na południu Francji. 24 maja 2015 został mianowany ordynariuszem diecezji Genewy obejmującej Szwajcarię i przyległą część Francji.